# Blaesoxipha saccata
Blaesoxipha saccata är en tvåvingeart som beskrevs av Thomas Pape 1994. Blaesoxipha saccata ingår i släktet Blaesoxipha och familjen köttflugor.
Artens utbredningsområde är Texas. Inga underarter finns listade i Catalogue of Life.